# Julian Ryerson
Julian Ryerson, né le 17 novembre 1997 à Lyngdal, est un footballeur international norvégien qui joue au poste d'arrière droit à Borussia Dortmund.

## Biographie

### En club
Arrivé au club norvégien du Viking FK en 2013, Julian Ryerson y joue dans l'équipe première dès 2015, dont il devient un joueur régulier.
Avec le Viking FK, il inscrit quatre buts en première division norvégienne (Eliteserien).
Lors de l'été 2018, le joueur signe avec le club de l'Union Berlin en championnat d'Allemagne de deuxième division.
Avec le club de la capitale, Ryerson fait partie de l'équipe qui remporte une accession historique au plus haut niveau du football allemand,.
Le 17 janvier 2023, l'athlète s'engage jusqu'en juin 2026 avec le Borussia Dortmund.

### En sélection
Éligible pour jouer la sélection des États-Unis, Ryerson est néanmoins international junior avec la Norvège, jusqu'à la catégorie espoir.
Avec les espoirs norvégiens, le défenseur délivre trois passes décisives, contre le Kosovo en juin 2017, puis contre l'Allemagne en octobre de la même année et, enfin, contre l'équipe d'Azerbaïdjan en septembre 2018. Il inscrit son seul et unique but avec les espoirs le 27 mars 2018 contre Israël. Toutes ces rencontres rentrent dans le cadre des éliminatoires du championnat d'Europe espoirs 2019.

## Statistiques
| Saison                | Club                  | Championnat           | Championnat | Championnat | Coupe(s) nationale(s) | Coupe(s) nationale(s) | Compétition(s) continentale(s) | Compétition(s) continentale(s) | Compétition(s) continentale(s) | Barrages Bundesliga | Barrages Bundesliga | Coupe du monde des clubs | Coupe du monde des clubs | Total | Total |
| Saison                | Club                  | Division              | M.          | B.          | M.                    | B.                    | Comp.                          | M.                             | B.                             | M.                  | B.                  | M.                       | B.                       | M.    | B.    |
| 2015                  | Viking Stavanger      | Tippeligaen           | 2           | 0           | -                     | -                     | -                              | -                              | -                              | -                   | -                   | -                        | -                        | 2     | 0     |
| 2016                  | Viking Stavanger      | Tippeligaen           | 18          | 1           | 2                     | 0                     | -                              | -                              | -                              | -                   | -                   | -                        | -                        | 20    | 1     |
| 2017                  | Viking Stavanger      | Tippeligaen           | 28          | 3           | 2                     | 0                     | -                              | -                              | -                              | -                   | -                   | -                        | -                        | 30    | 3     |
| 2018                  | Viking Stavanger      | 1. divisjon           | 15          | 3           | 1                     | 0                     | -                              | -                              | -                              | -                   | -                   | -                        | -                        | 16    | 3     |
| Sous-total            | Sous-total            | Sous-total            | 63          | 7           | 5                     | 0                     | -                              | 0                              | 0                              | 0                   | 0                   | -                        | -                        | 68    | 7     |
| 2018-2019             | Union Berlin          | 2.Bundesliga          | 8           | 0           | -                     | -                     | -                              | -                              | -                              | -                   | -                   | -                        | -                        | 8     | 0     |
| 2019-2020             | Union Berlin          | 1.Bundesliga          | 14          | 0           | 3                     | 0                     | -                              | -                              | -                              | 1                   | 0                   | -                        | -                        | 18    | 0     |
| 2020-2021             | Union Berlin          | 1.Bundesliga          | 24          | 0           | 2                     | 0                     | -                              | -                              | -                              | -                   | -                   | -                        | -                        | 26    | 0     |
| 2021-2022             | Union Berlin          | 1.Bundesliga          | 28          | 2           | 3                     | 0                     | C4                             | 5                              | 1                              | -                   | -                   | -                        | -                        | 36    | 3     |
| 2022-2023             | Union Berlin          | 1.Bundesliga          | 13          | 0           | 2                     | 0                     | C3                             | 6                              | 0                              | -                   | -                   | -                        | -                        | 21    | 0     |
| Sous-total            | Sous-total            | Sous-total            | 87          | 2           | 10                    | 0                     | -                              | 11                             | 1                              | 1                   | 0                   | -                        | -                        | 109   | 3     |
| 2022-2023             | Borussia Dortmund     | 1.Bundesliga          | 17          | 1           | 2                     | 0                     | C1                             | 1                              | 0                              | -                   | -                   | -                        | -                        | 20    | 1     |
| 2023-2024             | Borussia Dortmund     | 1.Bundesliga          | 21          | 4           | 3                     | 0                     | C1                             | 9                              | 0                              | -                   | -                   | -                        | -                        | 33    | 4     |
| 2024-2025             | Borussia Dortmund     | 1.Bundesliga          | 28          | 2           | 1                     | 0                     | C1                             | 12                             | 0                              | -                   | -                   | 5                        | 0                        | 46    | 2     |
| Sous-total            | Sous-total            | Sous-total            | 67          | 7           | 6                     | 0                     | -                              | 22                             | 0                              | -                   | -                   | 5                        | 0                        | 100   | 7     |
| Total sur la carrière | Total sur la carrière | Total sur la carrière | 217         | 16          | 21                    | 0                     | -                              | 34                             | 1                              | 1                   | 0                   | 5                        | 0                        | 278   | 17    |